# Myrcia lasiantha
Myrcia lasiantha é uma espécie de planta do gênero Myrcia. É endêmica ao Brasil, ocorrendo nos estados de Goiás, Mato Grosso, Mato Grosso do Sul, Minas Gerais, Tocantins e no Distrito Federal. De acordo com a União Internacional para a Conservação da Natureza, seu estado de conservação é pouco preocupante.